# Краловске Поржичи
Краловске Поржичи (чеш. Královské Poříčí) је насељено мјесто са административним статусом сеоске општине (чеш. obec) у округу Соколов, у Карловарском крају, Чешка Република.

## Становништво
Према подацима о броју становника из 2014. године насеље је имало 836 становника.